# 日下康幸
日下 康幸（くさか やすゆき、1973年 - ）は、日本の実業家。アストロラボ株式会社（東京都港区）の代表取締役CEOである。

## 経歴
岡山県津山市出身。岡山県立津山高校卒業と同時に渡米。デンバー大学ビジネススクール学士課程修了。同校コンピューターインフォメーション修士課程修了。
卒業後、アーサー・アンダーセン（現PwC Japan）へ入社。
数多くのデジタル化のためのBPR（ビジネス・プロセス・リエンジニアリング）・業務システム構築プロジェクトを経験した後、2006年に消費者向けWebメディア事業を展開する会社を設立。
口コミコニュニティを、立ち上げ3年で月間400万人以上の利用者を有するサービスへと成長させ2012年売却。同年、アストロラボ株式会社を設立。
企業用業務システムの世界では当たり前であった「人がシステムに働き方をあわせる」考え方を、スマホアプリのように「はたらく人を中心にサポートするためのシステムを用意する」ことをWebやアプリの技術を応用して実現。
革新的なユーザー体験とユーザーインターフェイス、そして拡張性を担保した「はたらくためのシステム」を提供し業務系システムの構築に次々と革新をもたらす。
株式会社AOKIホールディングス 執行役員システム部長も2年間にわたり兼務。
2017年「EYアントレプレナー・オブ・ザ・イヤー 2017 ジャパン チャレンジング・スピリット賞」ファイナリストに選出。
SI中心にM&Aや統合で拡大路線で進めてきたが、よりDXに特化したコンサルティング＋システム化とSaaSを強化するため、2018年6月アストロラボをMBO。
代表取締役CEOに。

## 著書
- ITシステム開発はなぜ失敗するのか 2015/3/24発売 ISBN-104344971884